# Битва при Сьерра-Гуадалупе (1936)
Битва при Сьерра-Гуадалупе (исп. Batalla de Sierra Guadalupe), также известная как Кампания Тахо, была продолжением военной кампании армии националистов, наступавших на север в сторону Мадрида на ранних этапах гражданской войны в Испании. В середине-конце августа 1936 года три колонны регуларес Африканской армии генерала Хуана Ягуэ прорвались через горы Сьерра-де-Гуадалупе, также известные как Сьерра-де-лас-Вильюэркас, в центральной Испании и перешли вброд через реку Тахо, захватив несколько городов и быстро разгромив силы республиканцев.

## Предпосылки
14 августа силы националистов под командованием генерала Ягуэ взяли город Бадахос, тем самым отрезав республику от Португалии. Знаменитый северный марш Африканской армии, следовательно, без остановки продолжал свой путь в сторону Мадрида.
Чтобы прикрыть южные подходы, Республика направила лояльного генерала Хосе Рикельме с так называемой «Армией Эстремадуры», численность около 9000 ополченцев. Многие из этих войск были в спешке передислоцированы с гор фронта Сьерра-де-Гвадаррама, и их состояние в долине реки Тахо значительно ухудшилось.

## Битва
Правительственные ополченцы, хотя и были бесспорно храбрыми солдатами, они имели крайне недостаточную подготовку и снаряжение и оказались неспособными противостоять дисциплинированному Испанскому легиону и грозным марокканским ударным войскам Регуларес. Республиканские части не привыкли к боевым условиям в такой бесплодной засушливой долине. Дезертирство обескровило республиканцев, которые отказались рыть окопы. Следовательно, националисты перехитрили и обошли защитников, вынуждая постоянно отступать, угрожая окружением.
В состав сил генерала Рикельме входило 2000 анархистов, которые отказались подчиняться его приказам и начали бесполезные атаки вдоль холмов Сан-Висенте. 17 августа майор Хели Телла прорвался к Трухильо и пересек Тахо у Альмараса. 21 августа Гуадалупе пал перед силами майора Антонио Кастехона.
Согласно роману L'Espoir, в Медельине часть колонны полковника Карлоса Асенсио Кабанильяса была застигнута врасплох и атакована республиканской авиацией под командованием Андре Мальро, но в целом сопротивление было минимальным. К 27 августа все три колонны сосредоточились у Навальмораль-де-ла-Мата, откуда националисты нанесли первые с началом войны воздушные налеты на Мадрид.